# 2022年5月16日月食
2022年5月16日月食为一次在协调世界时2022年5月16日出現的月全食。該次月食半影食分為2.397、全影食分為1.419。偏食維持了104分，全食維持43分。

## 概述
這次月食的食分是15.52，偏食維持了104分，全食維持43分。

## 基本參數
- 類型：月全食
- 食甚資料：
  - 日期：2022年5月16日
  - 時間：4:11
  - 月球位置：赤經15.52度、赤緯-19.3度
  - 食分：半影食分：2.397、全影食分：1.419
  - 持續時間：偏食104分、全食43分

## 可見地區
本次月食在北美和南美的大部分地區可見完整過程，非洲和歐洲可在月落時見到部分過程，北美西北部和太平洋可在月升時見到部分過程。
| 可見半球     | 月球在地球陰影區移動 |
| 月食可見地圖 |                      |

## 外部連結
- NASA月食專頁（页面存档备份，存于）（英文）